# Кёйперс, Стефанус
Стефанус Йозеф Мария Магдалена Кёйперс, C.Ss.R. (нидерл. Stephanus Joseph Maria Magdalena Kuijpers; 22 июля 1899, Боркел, Нидерланды — 5 июля 1986, Неймеген, Нидерланды) — прелат Римско-католической церкви, член Конгрегации Святейшего Искупителя, 8-й апостольский викарий Нидерландской Гвианы, 1-й епископ Парамарибо, 2-й титулярный епископ Термессуса. Кавалер ордена Нидерландского льва.

## Биография
Стефанус Йозеф Мария Магдалена Кёйперс родился в Боркеле 22 июля 1899 года в семье мэра города и домохозяйки. 22 сентября 1911 года он поступил в малую семинарию редемптористов в Рурмонде. 5 сентября 1919 года вступил в Конгрегацию Святейшего Искупителя, и 30 сентября 1920 года принёс монашеские обеты. Изучал философию и теологию в семинарии в Виттиме. 10 октября 1925 года был рукоположен в сан священника. В ноябре 1926 года руководство конгрегации направило его в колонию Суринам для миссионерской работы.
Миссия в Нидерландской Гвиане с 1865 года находилась в введении редептористов по благословению римского папы Пия IX. В 1939 году апостольский викарий Нидерландской Гвианы Теодорус ван Росмален отправился в отпуск в Нидерланды, и Кёйперс был назначен апостольским провикарием, то есть заместителем апостольского викария. Оккупация Нидерландов во время Второй мировой войны не позволила Росмалену вернуться в Парамарибо, и вскоре он попросил отправить его на покой. 16 февраля 1945 года Кёйперс был назначен вице-провинциалом редемптористов в Суринаме, а 8 февраля 1946 года римский папа Пий XII назначил его апостольским викарием Нидерландской Гвианы и возвёл в сан титулярного епископа Термессуса. Епископскую хиротонию Кёйперса 10 июня 1946 года возглавил Виллем Питер Адриан Мария Мютсарс, епископ Хертогенбоса, которому сослужили Йозеф Хуберт Виллем Лемменс, епископ Рурмонда и Йозеф Виллем Мария Батен, титулярный епископ Дорилеума.
28 апреля 1958 года апостольское викариатство Нидерландской Гвианы было возведено в епархию Парамарибо, и 8 мая того же года Кёйперс был назначен первым епископом этой епархии. 24 августа 1958 года он взошёл на кафедру. Он правил диоцезом до 30 августа 1971 года, когда был отправлен на покой по достижении зрелого возраста. Его преемником на кафедре стал первый католический епископ суринамского происхождения Алойзиус Зихем. Кёйперс провел последние годы жизни в Нидерландах в монастыре Небоклостер в Неймегене. Он умер 5 июля 1986 года.

## Память
В Боркеле именем епископа Стефануса Кёйперса названа площадь.